# Lijst van rivieren in Cambodja

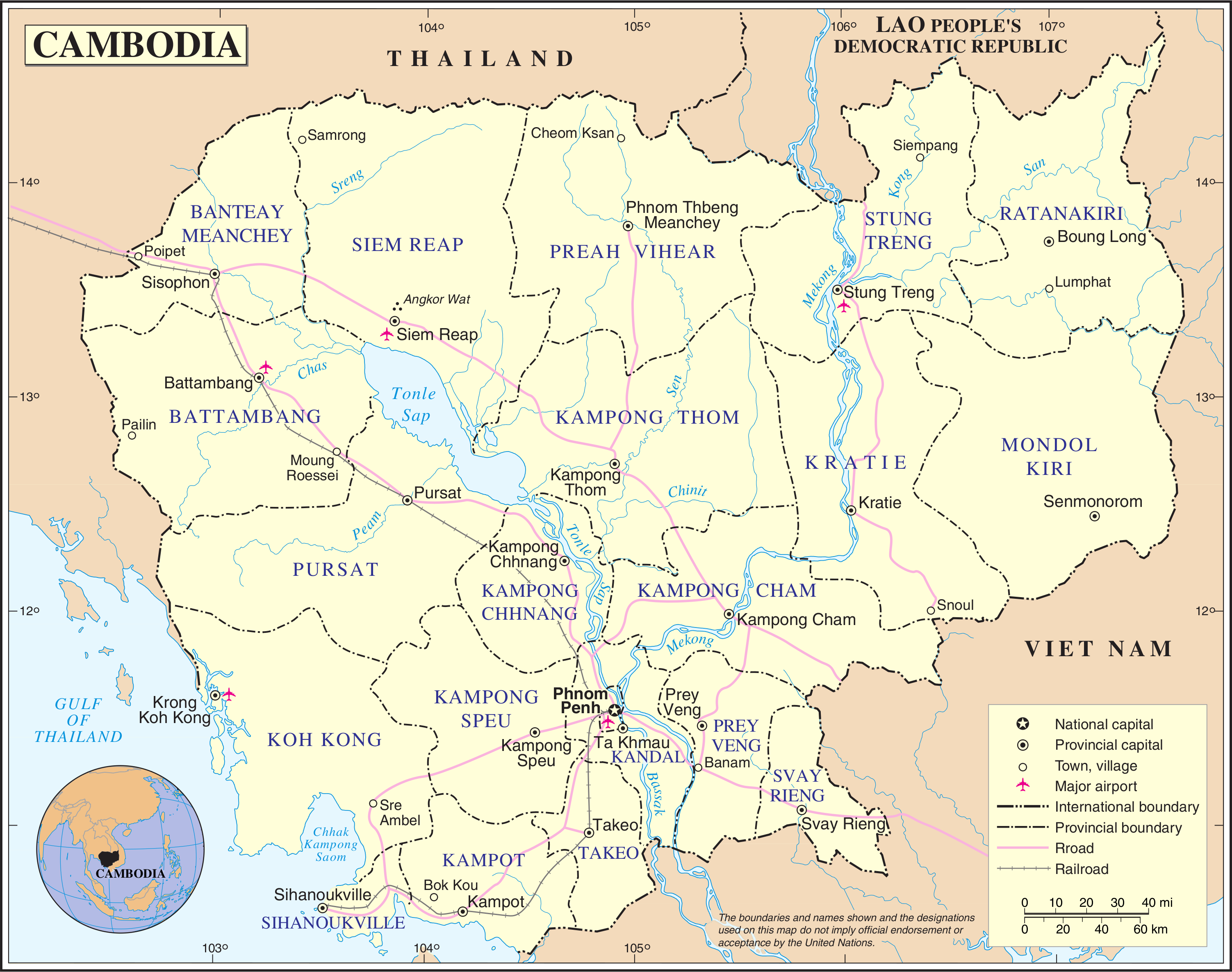
Kaart van Cambodja.

Dit is een lijst van rivieren in Cambodja. De rivieren in deze lijst zijn geordend naar drainagebekken en de opeenvolgende zijrivieren zijn ingesprongen weergegeven onder de naam van elke hoofdrivier.
De meeste rivieren in Cambodja horen bij het stroomgebied van de Mekong die in de Zuid-Chinese Zee uitmondt. Een aantal korte rivieren in het zuidwesten van het land mondt uit in de Golf van Thailand.

## Zuid-Chinese Zee
- Saigon
- Mekong
  - Bassac (Tonle Bassac; vertakking)
  - Tonlé Sap
    - Krang Ponley (Stung Krang Ponley)
    - Boribo (Stung Boribo)
    - Chinit (Stung Chinit)
      - Kambot (Chinit)
      - Slap (Stung Slap)
      - Tang Krasang (Stung Tag Krasang)

    - Sen (Stung Sen)
      - Sraka Moan (Stung Sraka Moan)
      - Kambot (Sen)

    - Stoung (Stung Stoung)
      - Neang Sa Sngach (Stung Neang Sa Sngach)

    - Chickreng (Stung Chickreng)
    - Pursat (Pothisat, Stung Pursat, Stung Pothisat)
      - Peam (Stung Peam)

    - Moung Russey (Stung Moung Russey)
    - Roluos (Stung Roluos)
    - Siem Reap (Stung Siem Reap)
    - Kambot (Tonlé Sap)
    - Sangker (Sang Ke, Stung Sangker, Stung Sang Ke)
      - Chas (Stung Chas)
      - Sreng (Stung Sreng)
      - Battambang (Stung Battambang)
      - Mongkol Borei (Stung Mongkol Borei)
        - Pheas (Stung Pheas)
        - Kampong Krasaing (Stung Kampong Krasaing)
        - Sisophon (Stung Sisophon)
        - Svay Chek (Stung Svay Chek)

  - Tonlé San
    - Kong (Stung Kong)
    - Srepok (Stung Srepok)

### Golf van Thailand
- Kampong Trak (Stung Kampong Trak)
- Kah Bpow (Stung Kah Bpow)
- Tatai (Stung Tatai)